# Islas Chafarinas
De Islas Chafarinas (Berbers: Taẓrut n Cebdan / Tigzirin n iceffaṛen Arabisch: Djuzur 'iishfarin) zijn een archipel van drie kleine eilandjes in de Middellandse Zee, voor de kust van Marokko, 48 km ten oosten van Melilla en 3,5 km voor de Marokkaanse stad Ra'su l-Ma'. De Islas Chafarinas zijn een van de Spaanse territoria in Marokko (de zogenaamde Plazas de soberanía), samen met de kustenclaves Ceuta en Melilla, de eilanden Peñón de Vélez de la Gomera en Peñón de Alhucemas, en het betwiste rotseiland Isla Perejil. De eilandjes zijn sinds 2018 een Natura 2000 gebied.

## Geschiedenis
De eilanden bevinden zich onder Spaanse soevereiniteit sinds 6 januari 1848, toen twee Spaanse oorlogsschepen ze bezetten, enkele uren voor de aankomst van hun Franse concurrenten.

## Geografie
De archipel bestaat uit het westelijke Isla del Congreso (22,5 hectare, maximaal 137 meter boven zeeniveau), het centrale Isla de Isabel II (15,9 hectare, maximaal 35 meter boven zeeniveau) en het oostelijke Isla del Rey (12,7 hectare, maximaal 31 meter boven zeeniveau).

## Bevolking
Enkel het centrale eiland Isla de Isabel II wordt permanent door een militair garnizoen van 190 soldaten en door wetenschappers bewoond. In het begin van de twintigste eeuw leefden tot 736 mensen (in 1910) op dit eilandje. Op dit eiland bevindt zich ook een kerk, gewijd aan Onze-Lieve-Vrouw van de onbevlekte ontvangenis, gebouwd tussen 1851 en 1853.

## Naam
Deze eilanden groep stond voor de toegenomen Arabisatie van Noord-Afrika bekend als het eiland waar de Riffijnse stam "Kebdan/Cebdan" over heerste. In de Rif werd de eilandengroep daarom "Taẓrut n Cebdan" genoemd ofwel "Steen van Kebdan". De naam "Djuzur 'iishfarin" ontspringt ook vanuit het Riffijns-Berberse woord "Chefar", wat "dief" betekent, aangezien de eilanden het toevluchtsoord vormden voor criminelen van het vasteland. In de antieke oudheid werden de eilanden aangeduid als Tres Insulæ (drie eilanden).

## Afbeeldingen

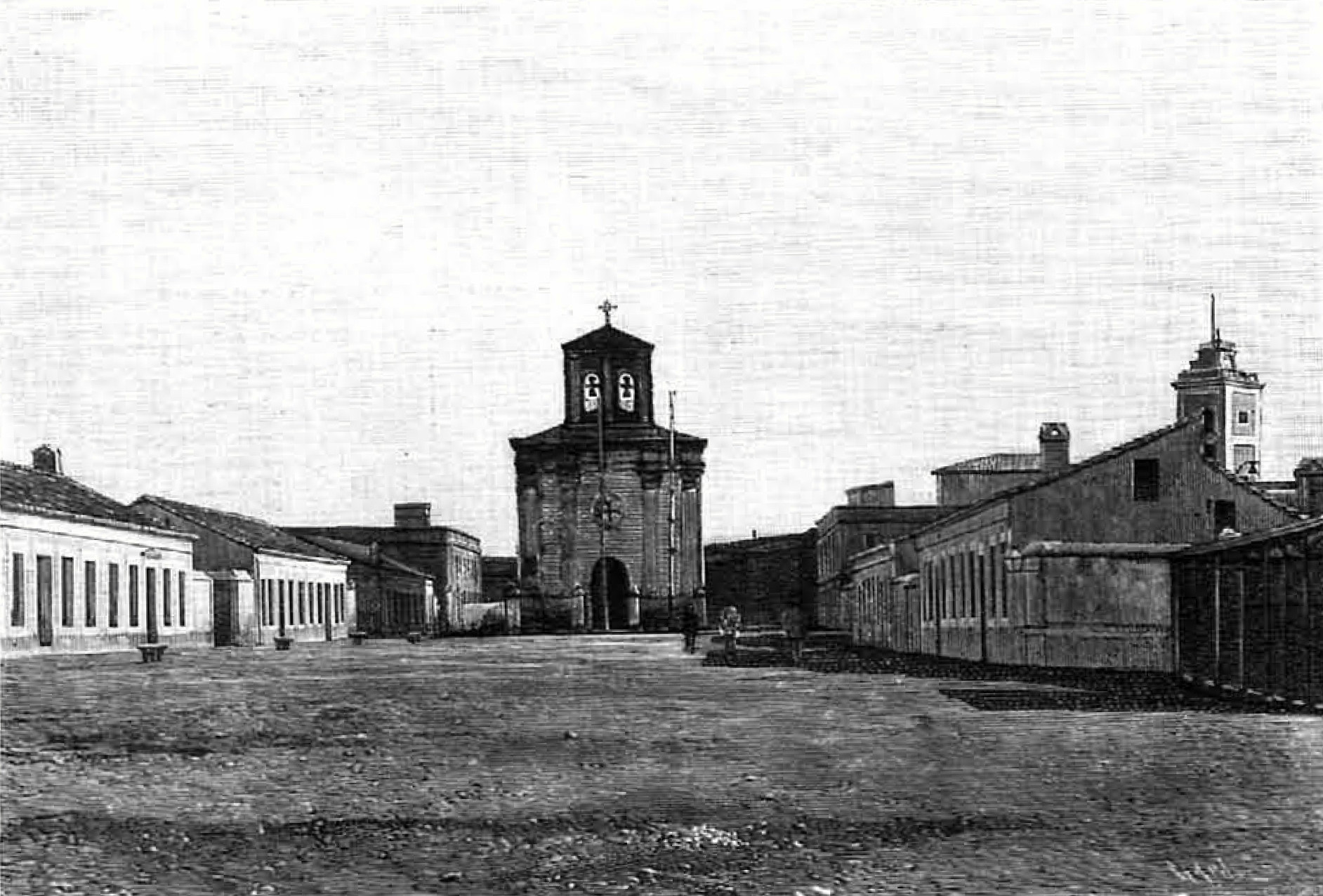
Kerk van la Purísima Concepción op het eiland Isabel II in 1893
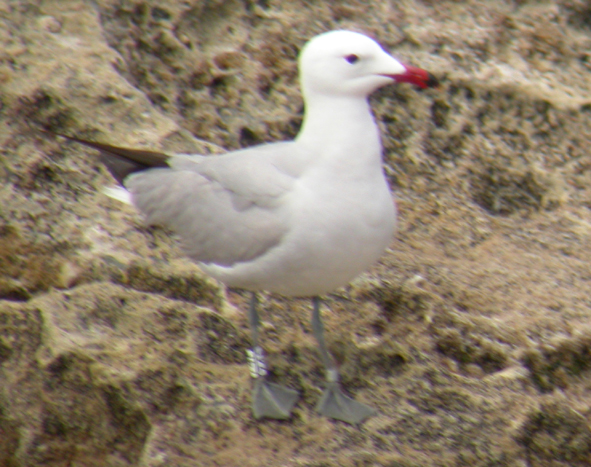
De Audouins meeuw op de Islas Chafarinas